# Henri Christophe

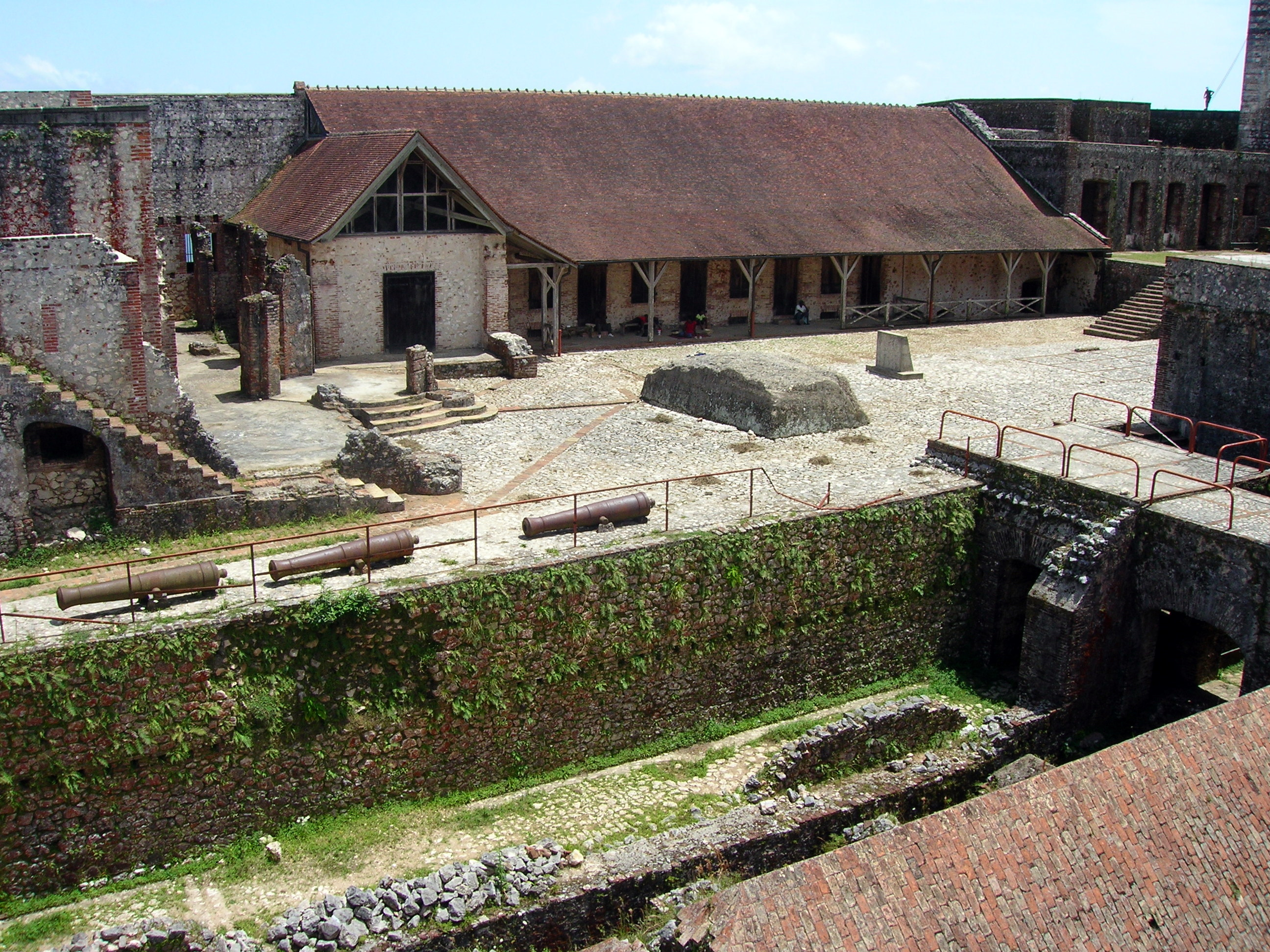
Vista interna de la Ciudadela Laferrière, construida bajo su gobierno.

Henri Christophe, conocido como Enrique I de Haití (6 de octubre de 1767, Isla de San Cristóbal - 8 de octubre de 1820, Cabo Haitiano, Reino de Haití) fue un militar y político haitiano, nacido esclavo proveniente del grupo étnico bambara o del pueblo igbo. Fue liberado y participó en la lucha haitiana por la independencia. Presidente en 1806, se autoproclamó rey de la mitad septentrional del país que se conoció como el Reino de Haití. Durante su reinado también se proclamó “destructor de la tiranía, regenerador y benefactor de la nación haitiana, creador de sus instituciones morales, públicas y bélicas, primer monarca coronado del Nuevo Mundo”.

## Biografía
Nacido en la esclavitud como Christopher Henry en la isla de San Cristóbal, Christophe fue llevado a Saint-Domingue, donde trabajó en el restaurante de un hotel y consiguió la libertad. Se dice que luchó durante la Guerra de Independencia de los Estados Unidos en el asedio a Savannah. Contrajo nupcias con María Luisa Coidovic, nacida libre, que le dio cuatro hijos: Víctor Enrique, Fernando, Atenea y Amatista Christophe (más un hijo nacido muerto). Christophe destacó en la rebelión de 1791, ascendiendo al rango de general en 1802. En 1806, participó en el golpe de Estado contra Jacques I y tomó el control del norte del país. Su principal enemigo era su cómplice en la conspiración, Alexandre Pétion, quien gobernó la región meridional en república separada, bajo su presidencia. Henri se autoproclamó presidente del «Estado de Haití» en 1807 junto con Pétion, este como presidente de la "República de Haití" en oposición al sur. En 1811, convirtió el Estado de Haití en reino y se proclamó rey, gobernando con el nombre de Enrique I de Haití. Su coronación fue celebrada con ocho días de fiestas y bailes.
Se hizo construir seis castillos, ocho palacios y la sólida Fortaleza Laferrière, aún considerada como una de las maravillas de la época. Se rodeó de una elaborada nobleza haitiana de su propia creación, que consistía en 4 príncipes, 8 duques, 22 condes, 37 barones y 14 caballeros. Esto motivó burlas en Europa, donde la expresión nobleza haitiana se volvió sinónimo de una aristocracia improvisada creada por un gobierno advenedizo. Aun así debería mencionarse que entre quienes formaban parte de esta nueva nobleza también había intelectuales como el barón Jean Louis Vastey.  
Durante su reinado hizo grandes esfuerzos por impulsar la educación y entre 1816 y 1820 había 13 escuelas funcionando en el reino de Haití, también inauguró una cátedra de Medicina en Le Cap, una de las pocas instituciones que sobrevivió a su reinado. Henri intentó establecer un sistema legal principalmente a través del Código Henri, un documento de casi 800 páginas que regulaba casi todos los aspectos de la vida en su reino, incluyendo leyes que obligaban a los agricultores a permanecer en la plantación a la cual estaban adheridos. Hacia el final de su reinado, el sentimiento público se encontraba fuertemente en contra de lo que se percibía como su política feudal, propuesta en principio para desarrollar el país.
El rey Enrique, enfermo e indeciso, decidió suicidarse disparándose una bala de oro, antes que enfrentarse a la posibilidad de un golpe de Estado. En la rebelión que siguió, su hijo adolescente, el delfín Víctor Enrique, fue linchado por los sublevados, y con él se extinguió la dinastía Christophe, ya que Enrique I siguiendo el modelo monárquico francés había impuesto la ley sálica, que no permitía a las mujeres ascender al trono o transmitir derechos a sus descendientes. Su viuda la reina María Luisa y dos hijas, las princesas Athenais y Amatista, lograron huir del país y se establecieron en Italia. Cuando murieron fueron enterradas en Pisa.

## En la literatura
La historia de Enrique I sirvió de argumento de La Tragédie du Roi Christophe, una obra teatral de 1963 escrita por el martiniqués Aimé Césaire, y también, en gran medida, para la novela de Alejo Carpentier El reino de este mundo (1949). Su figura está presente en la obra de Eugene O'Neill El emperador Jones. Por su parte, el cronista de viajes, corresponsal y antropólogo John W. Vandercook le dedica su libro El rey de Haití, versión española en Eds. Rialp, Madrid, 1955.
Aparece en la novela de 1959 La verde mansión de los Jarrett de Frank Yerby, en los días previos a la toma de Savannah por parte de los revolucionarios norteamericanos.

## Distinciones honoríficas

### Distinciones honoríficas haitianas
- Soberano Gran Maestre (y fundador) de la Real y Militar Orden de San Enrique (20/04/1811).